# ميرسي تايغرز
ميرسي تايغرز (بالإنجليزية: Mersey Tigers)‏ هو فريق كرة سلة إنجليزي للمحترفين تأسس في سنة 2007. فاز ببطولة دوري كرة السلة البريطاني في 2010/11.

## أبرز اللاعبين
من أبرز اللاعبين الذين لعبوا معه:
- أندرو سوليفان
- ديفيد أليو
- أولو بابالولا